# 鈦輝無粒隕石
鈦輝無粒隕石（Angrites）是一群罕見的無粒隕石，其組成的礦物多數是輝石與一些橄欖石、鈣長石和隕硫鐵。這個群的名稱來自安格拉杜斯雷斯隕石（Angra dos Reis meteorite）。
鈦輝無粒隕石是玄武岩類的岩石，通常有直徑可以達到2.5（0.98英寸）的多孔狀結構的孔隙。
它們是最古老的火成岩岩石，大約在45億5000萬年形成結晶。

## 來源
通過比較鈦輝無粒隕石與幾顆主帶小行星的光譜反射能力，已經確認了兩個可能的母體：小行星(289) Nenetta和(3819) 羅賓遜。其他的科學家聲稱鈦輝無粒隕石也可以來自水星的噴發。

## 值得注意的隕石
目前只有12顆隕石歸類為鈦輝無粒隕石。此群的樣本，安格拉杜斯雷斯隕石，是在1869年被觀測到墜落，重量為1.5（3.3英磅），是第四大的鈦輝無粒隕石。另外三顆大隕石是16.55（36.5英磅）的D'Orbigny、2.71（6.0英磅）的"Sahara 99555"、和2.14（4.7英磅）的"NWA 4931"。

## 外部連結
- D'Orbigny Angrite （页面存档备份，存于） - Meteorites Australia
- Angrite Micro Visions （页面存档备份，存于） - Thin section pictures of angrites.